# Championnat de GP2 Series 2010
Navigation
2009 2011
Le Championnat GP2 2010 est la 6e saison de ce championnat.

## Pilotes et monoplaces
| Écurie                         | #  | Pilotes              | Courses   |
| ------------------------------ | -- | -------------------- | --------- |
| ART Grand Prix                 | 1  | Jules Bianchi        | Tous      |
| ART Grand Prix                 | 2  | Sam Bird             | Tous      |
| Barwa Addax Team               | 3  | Giedo Van der Garde  | Tous      |
| Barwa Addax Team               | 4  | Sergio Pérez         | Tous      |
| Super Nova Racing              | 5  | Josef Král           | 1–4, 10   |
| Super Nova Racing              | 5  | Luca Filippi         | 5–9       |
| Super Nova Racing              | 6  | Marcus Ericsson      | Tous      |
| Racing Engineering             | 7  | Dani Clos            | Tous      |
| Racing Engineering             | 8  | Christian Vietoris   | 1–9       |
| Racing Engineering             | 8  | Ho-Pin Tung          | 10        |
| iSport International           | 9  | Oliver Turvey        | Tous      |
| iSport International           | 10 | Davide Valsecchi     | Tous      |
| DAMS                           | 11 | Jérôme d'Ambrosio    | 1–5, 7–10 |
| DAMS                           | 11 | Romain Grosjean      | 6         |
| DAMS                           | 12 | Ho-Pin Tung          | 1–7       |
| DAMS                           | 12 | Romain Grosjean      | 8–10      |
| Rapax                          | 14 | Luiz Razia           | Tous      |
| Rapax                          | 15 | Pastor Maldonado     | Tous      |
| Arden International Motorsport | 16 | Charles Pic          | Tous      |
| Arden International Motorsport | 17 | Rodolfo González     | Tous      |
| Ocean Racing Technology        | 18 | Max Chilton          | Tous      |
| Ocean Racing Technology        | 19 | Fabio Leimer         | Tous      |
| Scuderia Coloni                | 20 | Alberto Valerio      | 1–7       |
| Scuderia Coloni                | 20 | Álvaro Parente       | 8–9       |
| Scuderia Coloni                | 20 | James Jakes          | 10        |
| Scuderia Coloni                | 21 | Vladimir Arabadzhiev | 1–8       |
| Scuderia Coloni                | 21 | Brendon Hartley      | 9–10      |
| Trident Racing                 | 24 | Johnny Cecotto Jr.   | 1–8       |
| Trident Racing                 | 24 | Edoardo Piscopo      | 9         |
| Trident Racing                 | 24 | Federico Leo         | 10        |
| Trident Racing                 | 25 | Adrian Zaugg         | Tous      |
| DPR                            | 26 | Michael Herck        | Tous      |
| DPR                            | 27 | Giacomo Ricci        | 1–7       |
| DPR                            | 27 | Fabrizio Crestani    | 8–10      |

## Pilotes ayant effectué un changement d'équipe ou de discipline
Arrivent cette saison en GP2 :
- Jules Bianchi : Formule 3 Euro Series (champion 2009 avec ART Grand Prix) → ART Grand Prix
- Oliver Turvey : World Series by Renault (4e du championnat 2009 avec Carlin Motorsport) → iSport International
- Vladimir Arabadzhiev : International Formula Master (JD Motorsport) → Scuderia Coloni
- Sam Bird : Formule 3 Euro Series (Mücke Motorsport) → ART Grand Prix
- Max Chilton : Championnat de Grande-Bretagne de Formule 3 (Carlin Motorsport) → Ocean Racing Technology
- Marcus Ericsson : All-Japan Formule 3 Championship (TOM'S) → Super Nova Racing
- Josef Král : International Formula Master (JD Motorsport) → Super Nova Racing
- Fabio Leimer : International Formula Master (Jenzer Motorsport) → Ocean Racing Technology
- Charles Pic : World Series by Renault (2e du championnat avec Tech 1 Racing) → Arden International Motorsport
- Ho-Pin Tung : Superleague Formula (Galatasaray S.K.) → DAMS
- Christian Vietoris : Formule 3 Euro Series (2e du championnat avec Mücke Motorsport) → Racing Engineering
- Adrian Zaugg : World Series by Renault (Interwetten.com Racing) → Trident Racing

## Calendrier
La saison 2010 comprend dix manches de deux courses, organisées à l'occasion des Grand Prix de Formule 1.
| Round | Round | Lieu                     | Circuit              | Date         | Vainqueur          | Écurie                  |
| ----- | ----- | ------------------------ | -------------------- | ------------ | ------------------ | ----------------------- |
| 1     | R1    | Barcelone, Espagne       | Circuit de Catalogne | 8 mai        | Charles Pic        | Arden International     |
| 1     | R2    | Barcelone, Espagne       | Circuit de Catalogne | 9 mai        | Fabio Leimer       | Ocean Racing Technology |
| 2     | R1    | Monte-Carlo, Monaco      | Circuit de Monaco    | 14 mai       | Sergio Pérez       | Barwa Addax Team        |
| 2     | R2    | Monte-Carlo, Monaco      | Circuit de Monaco    | 15 mai       | Jérôme d'Ambrosio  | DAMS                    |
| 3     | R1    | Istanbul, Turquie        | Istanbul Park        | 29 mai       | Pastor Maldonado   | Rapax Team              |
| 3     | R2    | Istanbul, Turquie        | Istanbul Park        | 30 mai       | Dani Clos          | Racing Engineering      |
| 4     | R1    | Valence, Espagne         | Valence              | 26 juin      | Pastor Maldonado   | Rapax Team              |
| 4     | R2    | Valence, Espagne         | Valence              | 27 juin      | Marcus Ericsson    | Super Nova Racing       |
| 5     | R1    | Silverstone, Royaume-Uni | Silverstone          | 10 juillet   | Pastor Maldonado   | Rapax Team              |
| 5     | R2    | Silverstone, Royaume-Uni | Silverstone          | 11 juillet   | Sergio Pérez       | Barwa Addax Team        |
| 6     | R1    | Hockenheim, Allemagne    | Hockenheim           | 24 juillet   | Pastor Maldonado   | Rapax Team              |
| 6     | R2    | Hockenheim, Allemagne    | Hockenheim           | 25 juillet   | Sergio Pérez       | Barwa Addax Team        |
| 7     | R1    | Budapest, Hongrie        | Hungaroring          | 31 juillet   | Pastor Maldonado   | Rapax Team              |
| 7     | R2    | Budapest, Hongrie        | Hungaroring          | 1er août     | Giacomo Ricci      | David Price Racing      |
| 8     | R1    | Spa, Belgique            | Spa-Francorchamps    | 28 août      | Pastor Maldonado   | Rapax Team              |
| 8     | R2    | Spa, Belgique            | Spa-Francorchamps    | 29 août      | Sergio Pérez       | Barwa Addax Team        |
| 9     | R1    | Monza, Italie            | Monza                | 11 septembre | Sam Bird           | ART Grand Prix          |
| 9     | R2    | Monza, Italie            | Monza                | 12 septembre | Christian Vietoris | Racing Engineering      |
| 10    | R1    | Abou Dabi                | Yas Marina           | 13 novembre  | Sergio Pérez       | Barwa Addax Team        |
| 10    | R2    | Abou Dabi                | Yas Marina           | 14 novembre  | Davide Valsecchi   | iSport International    |

## Classement des pilotes
| Pos. | Pilote              | Équipe                  | Points | Courses | Victoires | Podiums | Poles |
| ---- | ------------------- | ----------------------- | ------ | ------- | --------- | ------- | ----- |
| 1er  | Pastor Maldonado    | Rapax Team              | 87     | 18      | 6         | 8       | 0     |
| 2e   | Sergio Pérez        | Barwa Addax Team        | 60     | 18      | 4         | 6       | 1     |
| 3e   | Jules Bianchi       | ART Grand Prix          | 52     | 17      | 0         | 4       | 3     |
| 4e   | Dani Clos           | Racing Engineering      | 43     | 17      | 1         | 5       | 2*    |
| 5e   | Sam Bird            | ART Grand Prix          | 42     | 17      | 1         | 4       | 1     |
| 6e   | Giedo Van der Garde | Barwa Addax Team        | 39     | 18      | 0         | 4       | 0     |
| 7e   | Oliver Turvey       | iSport International    | 37     | 18      | 0         | 3       | 2**   |
| 8e   | Christian Vietoris  | Racing Engineering      | 29     | 17      | 1         | 3       | 0     |
| 9e   | Charles Pic         | Arden International     | 28     | 17      | 1         | 2       | 1     |
| 10e  | Jérôme d'Ambrosio   | DAMS                    | 21     | 16      | 1         | 2       | 2*    |
| 11e  | Davide Valsecchi    | iSport International    | 21     | 18      | 0         | 2       | 1     |
| 12e  | Luiz Razia          | Rapax Team              | 20     | 18      | 0         | 2       | 0     |
| 13e  | Giacomo Ricci       | David Price Racing      | 16     | 14      | 1         | 2       | 1*    |
| 14e  | Romain Grosjean     | DAMS                    | 14     | 6       | 0         | 2       | 0     |
| 15e  | Álvaro Parente      | Scuderia Coloni         | 13     | 4       | 0         | 2       | 0     |
| 16e  | Michael Herck       | David Price Racing      | 12     | 18      | 0         | 1       | 1*    |
| 17e  | Marcus Ericsson     | Super Nova Racing       | 11     | 18      | 1         | 1       | 0     |
| 18e  | Adrian Zaugg        | Trident Racing          | 9      | 18      | 0         | 1       | 0     |
| 19e  | Fabio Leimer        | Ocean Racing Technology | 8      | 17      | 1         | 1       | 1*    |
| 20e  | Luca Filippi        | Super Nova Racing       | 5      | 10      | 0         | 0       | 0     |
| 21e  | Rodolfo Gonzalez    | Arden International     | 4      | 18      | 0         | 0       | 1*    |
| 22e  | Alberto Valerio     | Scuderia Coloni         | 4      | 14      | 0         | 0       | 0     |
| 23e  | Johnny Cecotto Jr.  | Trident Racing          | 3      | 16      | 0         | 0       | 0     |
| 24e  | Max Chilton         | Ocean Racing Technology | 3      | 18      | 0         | 0       | 1*    |
| 25e  | Edoardo Piscopo     | Trident Racing          | 2      | 2       | 0         | 0       | 0     |

* Un astérisque signifie que la pole a été obtenue en finissant 8e lors de la 1re course.